# Alright (Supergrass)
Alright is een nummer van de Britse band Supergrass uit 1995. Het is de vijfde en laatste single van hun debuutalbum I Should Coco.
"Alright" gaat over de vrolijkheid van de Britse jongerencultuur uit de jaren '90, toen Britpop op zijn hoogtepunt was. Mede door de humoristische videoclip, werd het nummer een grote zomerhit op de Britse eilanden. Het haalde de 2e positie in het Verenigd Koninkrijk. 
Ondanks dat het nummer het in Nederland echter met een 12e positie in de Tipparade moest doen, geniet het er wel tot op de dag van vandaag bekendheid. 

## Covers en gebruik in de media
- Suggs, zanger van de erkende Britpop-aartsvaders Madness, nam een solocover op voor zijn Sleigh Ride-ep uit 1995.
- NPO Radio 2 gebruikt het sinds 2021 als een van de jingles ter aankondiging van het eerste nummer na het 09:00-uur-journaal.
- Sinds 2023 is het te horen in een biscuitreclame.